# Chana Lamdan
Chana Lamdan (hebrejsky חנה למדן‎, rodným jménem Chana Lerner, חנה לרנר‎; 5. ledna 1905 – 10. dubna 1995) byla izraelská politička a poslankyně Knesetu za strany Mapam, Frakce nezávislá na Achdut ha-avoda, Mapaj a Rafi.

## Biografie
Vystudovala židovskou základní školu a ruskojazyčnou střední školu v Srbsku. V roce 1926 přesídlila do dnešního Izraele.

## Politická dráha
V mládí se angažovala v sionistických organizacích. Byla členkou hnutí ha-Šomer ha-ca'ir, před vznikem státu Izrael se zapojila do strany Achdut ha-avoda. Byla členkou odborové centrály Histadrut, v letech 1937–1940 pracovala v zaměstnanecké radě v Tel Avivu se zodpovědností za ženské oddělení. Angažovala se ve frakci Bet strany Mapaj a po rozkolu přešla do Achdut ha-avoda a od roku 1948 do strany Mapam.
V izraelském parlamentu zasedla poprvé už po volbách v roce 1949, ve kterých byla kandidátkou strany Mapam. Nastoupila do parlamentního výboru práce, výboru pro veřejné služby a výboru pro procedurální pravidla. Předsedala vyšetřovací komisi k zadržovaným v táboře Džalami. Mandát obhájila za Mapam ve volbách v roce 1951. V roce 1952 odešla ze strany Mapam a spolu s Davidem Livšicem založila formaci nazvanou Frakce nezávislá na Achdud ha-avoda. V roce 1954 přešla do Mapaj. Usedla jako členka do parlamentního výboru práce a finančního výboru. Zvolení se dočkala na kandidátce Mapaj i po volbách v roce 1955. Mandát ale získala až dodatečně, v červenci 1957, jako náhradnice. Byla členkou výboru práce, výboru House Committee a výboru pro ústavu, právo a spravedlnost. Za Mapaj uspěla ve volbách v roce 1959. Stala se členkou výboru práce a finančního výboru. Znovu se v Knesetu objevila po volbách v roce 1961, kdy kandidovala opět za Mapaj. Mandát získala až dodatečně, v srpnu 1962, coby náhradnice poté, co zemřel dosavadní poslanec Giora Joseftal. V průběhu volebního období přešla do nové formace Rafi. Zasedla jako členka ve výboru práce, výboru pro ústavu, právo a spravedlnost a výboru pro ekonomické záležitosti. Předsedala podvýboru pro likvidaci slumů a péči o jejich obyvatele.